# Polyrhachis melpomene
Polyrhachis melpomene är en myrart som beskrevs av Carlo Emery 1897. Polyrhachis melpomene ingår i släktet Polyrhachis och familjen myror. Inga underarter finns listade i Catalogue of Life.